# Parigné-sur-Braye
Parigné-sur-Braye és un municipi francès situat al departament de Mayenne i a la regió de País del Loira. L'any 2007 tenia 721 habitants.

## Demografia

### Població
El 2007 la població de fet de Parigné-sur-Braye era de 721 persones. Hi havia 255 famílies de les quals 37 eren unipersonals (12 homes vivint sols i 25 dones vivint soles), 91 parelles sense fills, 119 parelles amb fills i 8 famílies monoparentals amb fills.
La població ha evolucionat segons el següent gràfic:
Habitants censats

### Habitatges
El 2007 hi havia 270 habitatges, 255 eren l'habitatge principal de la família, 5 eren segones residències i 9 estaven desocupats. 267 eren cases i 3 eren apartaments. Dels 255 habitatges principals, 208 estaven ocupats pels seus propietaris, 44 estaven llogats i ocupats pels llogaters i 3 estaven cedits a títol gratuït; 5 tenien dues cambres, 26 en tenien tres, 64 en tenien quatre i 161 en tenien cinc o més. 213 habitatges disposaven pel capbaix d'una plaça de pàrquing. A 76 habitatges hi havia un automòbil i a 171 n'hi havia dos o més.

### Piràmide de població
La piràmide de població per edats i sexe el 2009 era:
| Homes | Edats   | Dones |
| ----- | ------- | ----- |
| 0     | 95 o +  | 0     |
| 0     | 90 a 94 | 0     |
| 0     | 85 a 89 | 0     |
| 4     | 80 a 84 | 8     |
| 0     | 75 a 79 | 8     |
| 0     | 70 a 74 | 0     |
| 12    | 65 a 69 | 8     |
| 8     | 60 a 64 | 12    |
| 16    | 55 a 59 | 20    |
| 28    | 50 a 54 | 36    |
| 12    | 45 a 49 | 16    |
| 44    | 40 a 44 | 32    |
| 24    | 35 a 39 | 28    |
| 28    | 30 a 34 | 28    |
| 8     | 25 a 29 | 20    |
| 4     | 20 a 24 | 8     |
| 12    | 15 a 19 | 24    |
| 28    | 10 a 14 | 36    |
| 40    | 5 a 9   | 24    |
| 20    | 0 a 4   | 32    |

## Economia
El 2007 la població en edat de treballar era de 495 persones, 377 eren actives i 118 eren inactives. De les 377 persones actives 351 estaven ocupades (188 homes i 163 dones) i 25 estaven aturades (12 homes i 13 dones). De les 118 persones inactives 45 estaven jubilades, 54 estaven estudiant i 19 estaven classificades com a «altres inactius».

### Ingressos
El 2009 a Parigné-sur-Braye hi havia 270 unitats fiscals que integraven 762,5 persones, la mediana anual d'ingressos fiscals per persona era de 17.896 €.

### Activitats econòmiques
Dels 9 establiments que n'hi havia el 2007, un era d'una empresa de fabricació d'altres productes industrials, un d'una empresa de construcció, 3 d'empreses de comerç i reparació d'automòbils, un d'una empresa financera i 3 corresponien a empreses de serveis.
Dels 3 establiments de servei als particulars que hi havia el 2009, 1 era un taller de reparació d'automòbils i de material agrícola, 1 establiment de lloguer de cotxes i 1 fusteria.
L'any 2000 a Parigné-sur-Braye hi havia 21 explotacions agrícoles que ocupaven un total de 976 hectàrees.

## Poblacions més properes
El següent diagrama mostra les poblacions més properes.